# Història d'Austràlia

La bandera d'Austràlia és el símbol a nivell nacional de la Mancomunitat d'Austràlia.

Escut d'Austràlia

La història d'Austràlia va començar quan l'home va arribar al continent australià des del nord fa més de 65.000 anys. No obstant això, la seva història escrita no va començar fins que els exploradors holandesos hi arribessin en el segle xvii. Van donar a entendre que la terra austral era inhabitable i, per tant, no la van colonitzar, deixant així el camí obert per a les posteriors expedicions britàniques. La interpretació de la història australiana és un tema de discussió encara en l'actualitat, particularment pel que fa al tracte dels aborígens australians per part dels colonitzadors europeus.

## Prehistòria
La prehistòria en el continent australià comprèn el període que s'estén des de la immigració dels habitants originaris fins al primer albirament europeu confirmat.
La teoria més raonable sobre els primers pobladors al continent australià indicava que, fa uns 45.000 anys, els Sapiens que vivien a l'arxipèlag d'insulindia, van desenvolupar les primeres societats marineres. Van aprendre a construir i governar embarcacions i es van convertir en pescadors de llargues distàncies, en comerciants i per acabar en exploradors arribat així a territori australià. No obstant avui es te l'evidència que hi trobem fòssils d'hominids d'uns 65.000 anys d'antiguetat.
El viatge dels primers humans a Austràlia és un dels esdeveniments més importants de la història, almenys tan important com el de Colom a Amèrica o l'expedició de l'Apol·lo II a la lluna, era la primera vegada que un humà era capaç de sortir del sistema ecològic afroasiàtic. De fet la primera vegada que un gran mamífer terrestre aconseguia travessar el mar fins a Austràlia. La ciència ha determinat que el mes probable que els orgines de les poblacions aborígens australianes estiguin basades en una hibridació dels denisovans de l'Asia i les poblacions indonèsies conegudes com a Mamanwa.
Les primeres restes humanes anatòmicament modernes trobades a Austràlia (i fora d'Àfrica) són les de les restes del llac Mungo; han estat datades a 42.000 anys d'antiguitat. Però no sembla que la seva comparació amb les restes d'ADN dels pobles aborígens antics i moderns indicarien que l’home Mungo no està relacionat amb els pobles aborígens australians.
Investigadors com Tim Flannery, pensen que amb l'arribada dels primers aborígens australians es va fer un us intensiu de la caça i l'ús del foc per gestionar el seu entorn que podria haver contribuït a l'extinció de la megafauna originària. L'augment de l'aridesa durant la glaciació del Plistocè (fa uns 18.000 anys) també hi pot haver contribuït, tot i que no es te constància confirmada de la seva existència en els darrers 100.000 anys. Moltes de les extincions haurien estat esglaonades al llarg del final del Plistocè mitjà i del Plistocè final, abans de l'arribada humana, a causa de l'estrès climàtic.
Les noves evidències basades en la data exacta de la luminiscència estimulada òpticament i la datació d'urani-tori de restes megafaunals suggereixen que els humans van ser la causa final de l'extinció d'alguna de les megafaunes australianes. Les dates derivades mostren que totes les formes de megafauna al continent australià es van extingir en el mateix període ràpid, fa aproximadament 46.000 anys.

## Contacte amb Àsia
Durant almenys els últims segles, Calcuta (una ciutat indonèsia) va comercialitzar amb els aborígens de la costa nord, particularment amb els yolngu de la terra d'Arnhem.
El 1603 el pare Matteo Ricci, un jesuïta portuguès que va passar un llarg temps a la Xina, va fer un mapa del món conegut de l'època. A l'espai on se situaria Austràlia, va anotar: Ningú ha estat en aquesta terra del sud, per tant no sabem gens sobre ella. Va escriure a més en caràcters xinesos Terra del Foc i Terra de Lloros, amb la qual cosa va suggerir que els xinesos potser coneixien o fins i tot havien visitat Austràlia.

## Exploració europea

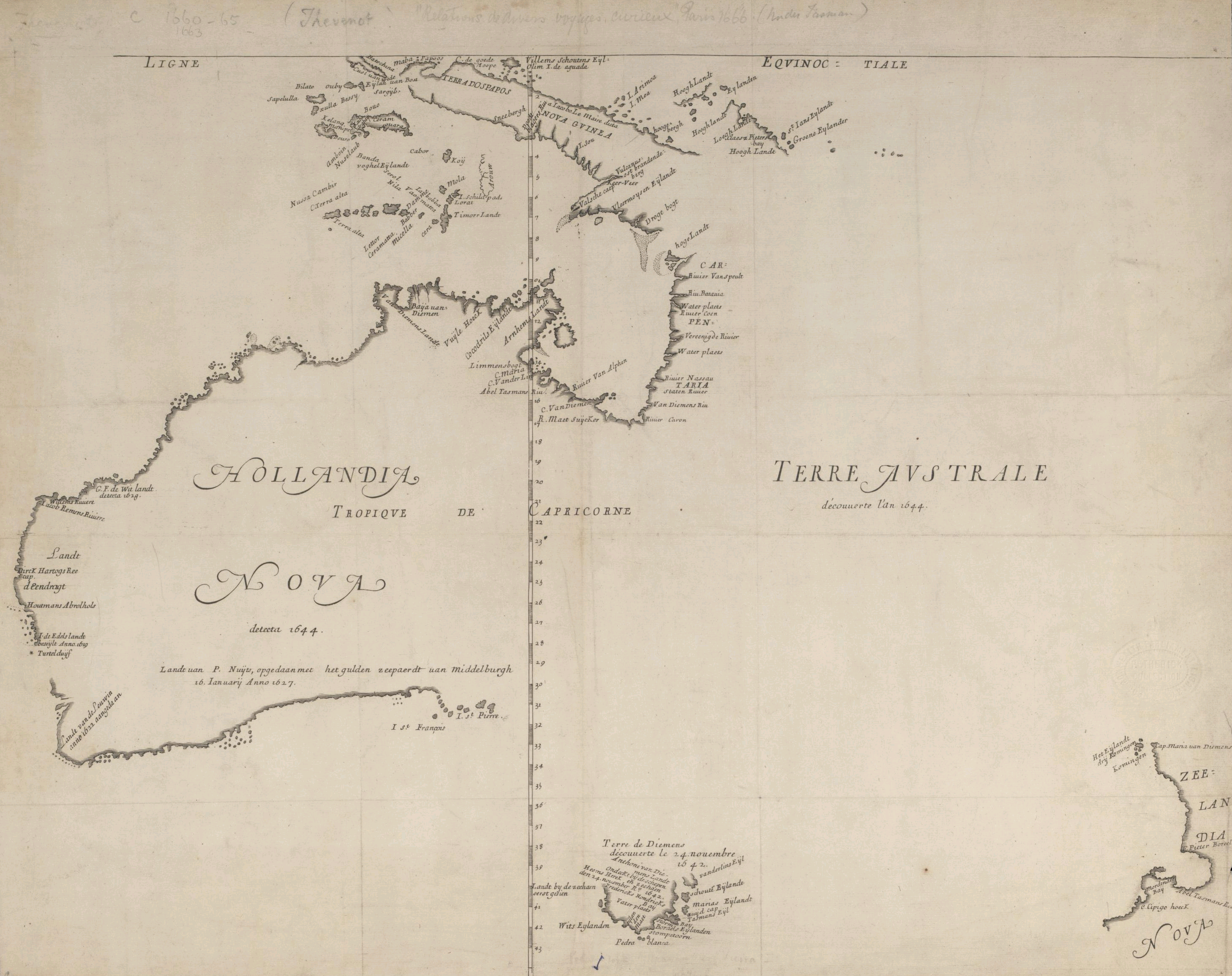
Hollandia Nova, mapa de la costa australiana de 1644

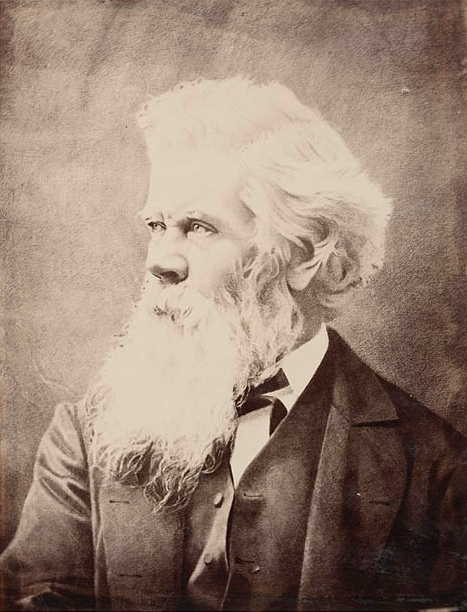
Henry Parkes és considerat el Pare de la Federació Australiana.

Els documents que esmenten el descobriment australià per les expedicions europees daten del segle xvii. El primer albirament del continent es va realitzar el 1606 pel navegador neerlandès Willem Janszoon,que amb el seu vaixell Duyfken va navegar a través del Golf de Carpentària, albirant i desembarcant a la costa occidental de la Península del Cap York. Més tard, aquell mateix any, l'explorador espanyol Luís Vaz de Torres va navegar pel que ara es coneix com estret de Torres i illes associades.
Alguns historiadors han argumentat que els navegadors portuguesos haurien descobert Austràlia el segle xvi, però no hi ha prou evidència per confirmar aquesta teoria. Altres navegants europeus (principalment neerlandesos, però també francesos i anglesos hi van arribar, i el començament del segle xviii les costes occidentals i septentrionals del territori que havia estat batejat com a "Nova Holanda" van ser cartografiats. No es va produir, però, cap assentament permanent.
El 1770 l'expedició de l'Endeavour sota el comandament del lloctinent de la Marina Reial Britànica James Cook va navegar i va mapar la costa oriental d'Austràlia, desembarcant a la Badia de Botany el 29 d'abril del 1770. Cook va continuar navegant cap al nord, i abans d'abandonar el continent va reclamar l'illa Possessió de l'estret de Torres el 22 d'agost del 1770, formalment reclamant la costa oriental que havia descobert per a la corona britànica, i batejant-la amb el nom de "Nova Gal·les del Sud". Atès que els descobriments de James Cook durien a l'establiment del primer assentament europeu d'Austràlia, ell és conegut com el seu descobridor europeu, encara que va ser precedit per Janszoon per més de 160 anys.
Els reports positius sobre les terres de l'expedició de Cook van causar gran interès com a solució al problema de la sobrepoblació de les presons a la Gran Bretanya, exacerbat per la pèrdua de les colònies americanes. El 13 de maig, 1787, els onze vaixells de la Primera Flota (First Fleet) van salpar de Portsmouth, Anglaterra, cap a la Badia de Botany.

## Assentament i colonització

Evolució de les colònies australianes.

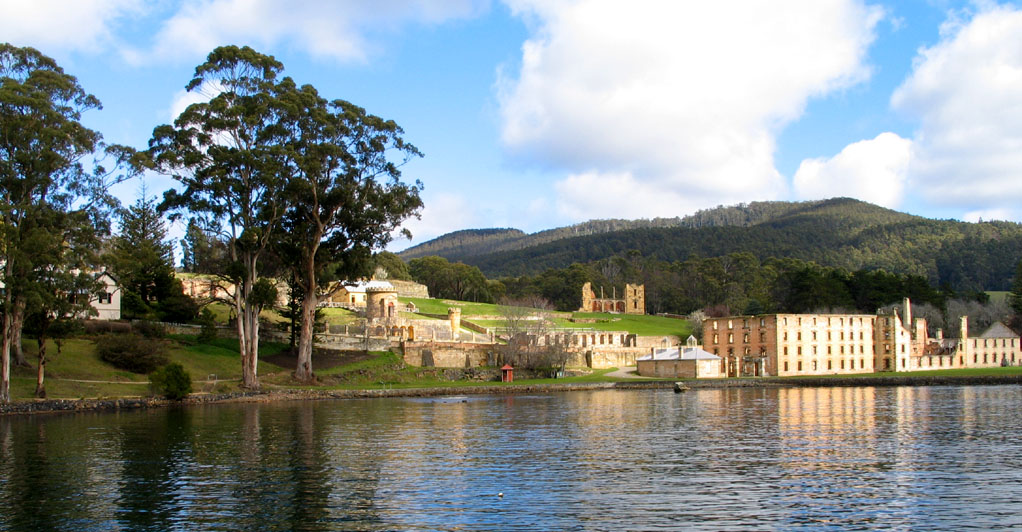
El Port Arthur, a Tasmània, era la colònia penal més gran d'Austràlia.

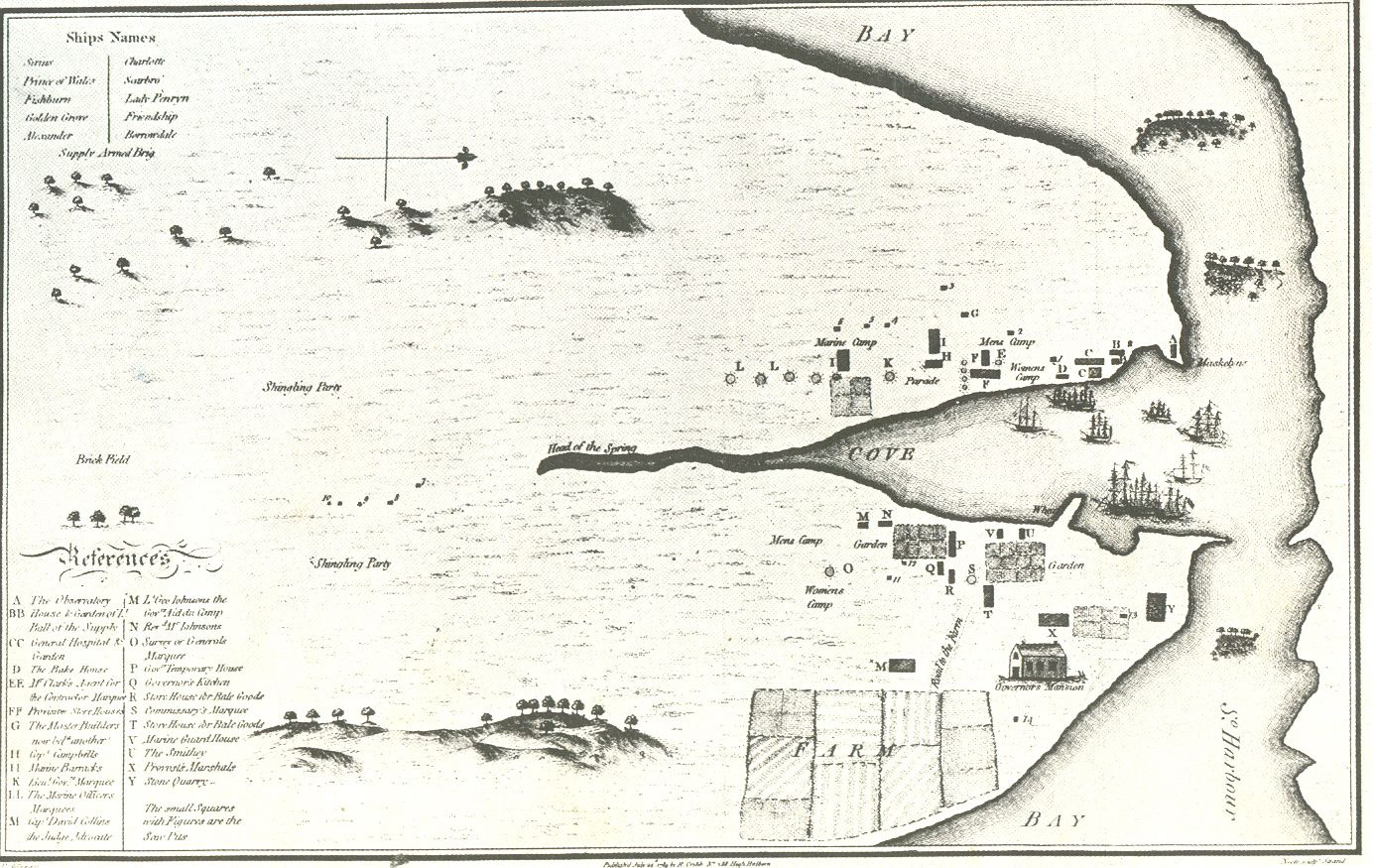
Mapa de Sydney fet el 1789, el primer any després de la seva fundació.

La colònia de Nova Gal·les del Sud va començar amb l'establiment d'un assentament i una colònia penal a Port Jackson pel capità Arthur Phillip el 26 de gener, 1788. Aquesta data es convertiria en el futur en la diada nacional d'Austràlia. La terra de Van Diemen, coneguda com a Tasmània va ser colonitzada el 1803 i es va convertir en una colònia separada el 1825. El Regne Unit va reclamar formalment la secció occidental d'Austràlia el 1829. Es van fundar colònies separades a partir de la Nova Gal·les del Sud: Austràlia Meridional, el 1836, Victòria el 1851 i Queensland el 1859. El Territori del Nord va ser fundat el 1863 com a part de la Província d'Austràlia Meridional. Victòria i Austràlia Meridional van ser fundades com a "colònies lliures", és a dir, no serien colònies penals, encara que l'última va rebre alguns presoners de Tasmània. Austràlia Occidental també es va fundar com a colònia lliure, però després va acceptar el transport de presoners a causa de l'escassetat de mà d'obra. El transport de presoners a Austràlia va ser eliminada gradualment entre 1840 i 1868.
La població indígena australiana, estimada en 350.000 habitants en el moment de l'assentament europeu, es va reduir considerablement en els 150 anys següents a aquest establiment, principalment a causa de malalties infeccioses al costat de la desintegració cultural i al forçat reassentament que van patir a causa de l'avanç dels colonitzadors. La separació de nens aborígens i les seves famílies, que alguns historiadors i indígenes argumenten que hauria de ser considerada un genocidi segons les normes jurídiques de l'actualitat, possiblement hagi fet una petita contribució en la declinació poblacional dels pobles originaris. Aquestes interpretacions de la història nacional constitueixen un tema de discussió i són qualificades per alguns com a exagerades i fabricades per raons polítiques o ideològiques. El debat sorgit a partir de les diferents opinions sobre aquest assumpte és conegut dins d'Austràlia com History Wars. Després de l'aprovació del referèndum de 1967, el govern federal va obtenir el poder per implementar noves polítiques i crear lleis pel que fa als aborígens. La possessió tradicional de terres (native title) no era reconeguda fins que el cas de Mabo v Queensland (No 2) de la Cort Suprema d'Austràlia va modificar la noció d'Austràlia com terra nullius a l'època de l'ocupació europea.

## Autonomia colonial i la febre d'or
Una febre d'or va començar a Austràlia al començament de la dècada de 1850. El 1854 es va produir la primera expressió del sentiment nacionalista, amb la Rebel·lió de l'Eureka, i la bandera que van utilitzar els rebels ha estat considerada, per alguns, com a bandera australiana alternativa. La febre d'or va portar-hi immigrants de la Gran Bretanya, Irlanda, Amèrica del Nord i de la Xina.
Entre 1855 i 1890 les sis colònies van guanyar, de manera individual, autonomia governamental, amb la capacitat de gestionar la majoria dels afers interns i romandre com a part de l'Imperi Britànic. L'Oficina Colonial a Londres encara conservava el control dels afers estrangers, la defensa i la transportació internacional.
La febre d'or va produir un període de gran prosperitat, però, amb el temps, l'expansió econòmica s'aturaria i la dècada de 1890 seria una dècada de grau depressió econòmica.

## La federació i les guerres mundials

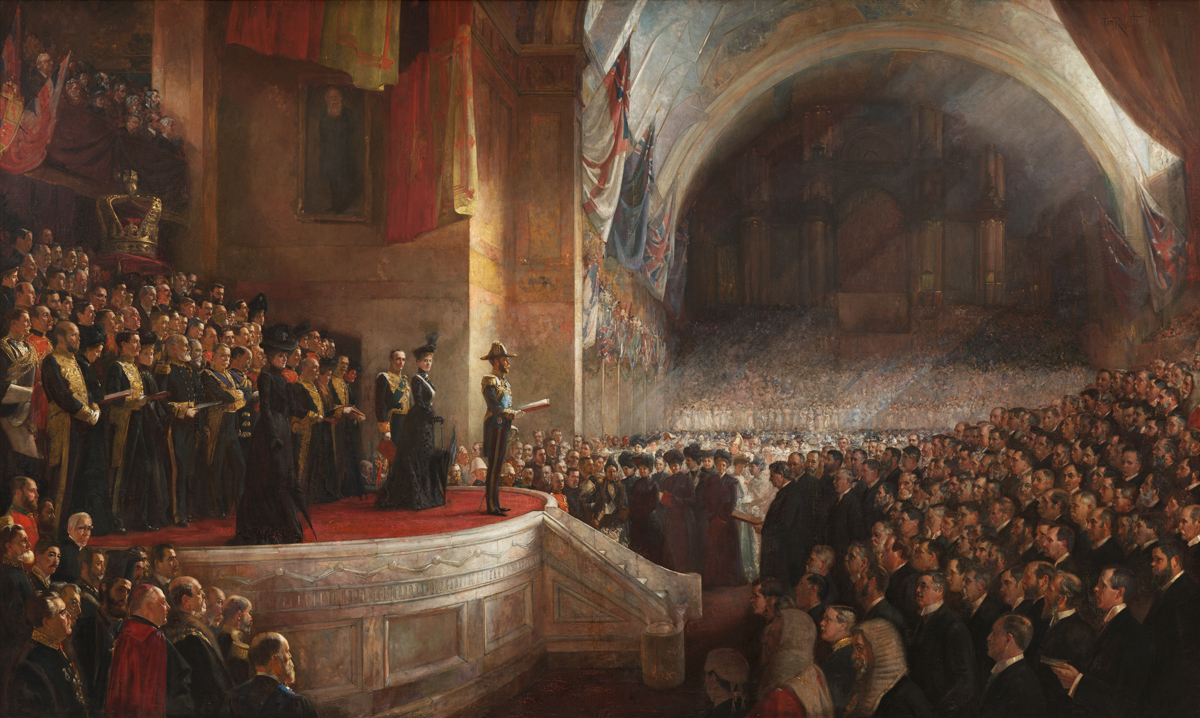
Primera sessió del Parlament australià

L'1 de gener, 1901 després d'una dècada de planejament, consultes i votacions, es va formar la federació australiana: el naixement del Commonwealth d'Austràlia com a domini de l'Imperi Britànic.
El Territori de la Capital Australiana (TCA) es va formar el 1911 en una localització neutral entre Melbourne i Sydney. El mateix any el Territori del Nord va ser transferit del control de l'Austràlia Meridional al govern federal. Les tropes australianes van participar en les dues guerres mundials.
L'Estatut de Westminster de 1931 va trencar amb la majoria dels enllaços constitucionals entre Austràlia i el Regne Unit, encara que no seria adoptat sinó fins al 1942. Amb la derrota de les forces britàniques a l'Àsia el 1942 i l'amenaça d'una invasió japonesa, Austràlia va començar una nova relació amb els Estats Units com a aliat militar.

## Prosperitat de la postguerra

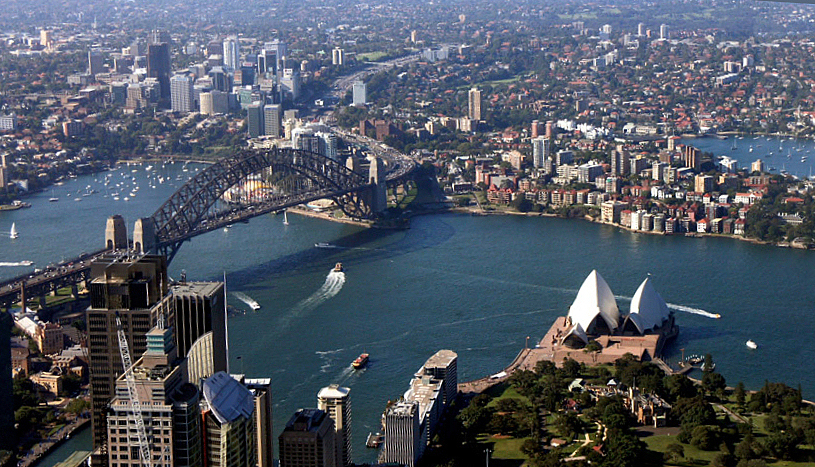
Sydney

Després de la Segona Guerra Mundial el govern australià va promoure un programa massiu d'immigració europea. Després de prevenir una invasió japonesa i de lliurar batalles en territori australià, els polítics van considerar que el país havia de "poblar-se o morir". La immigració va portar-hi migrants tradicionals del Regne Unit, però, també, per primera vegada, un gran nombre d'europeus del sud i de l'est. Amb el creixement de l'economia australiana, en comparació amb l'Europa de la postguerra, els nouvinguts van trobar-hi feina per mitjà dels programes d'assistència governamental. Dos milions d'immigrants van arribar a Austràlia entre 1948 i 1975.
El Partit Liberal d'Austràlia va dominar la major part de la política australiana de la postguerra. Robert Menzies, el seu fundador, va dirigir l'expansió econòmica de la postguerra i es convertiria en el líder que governaria l'Austràlia per més temps. La indústria de la manufactura es va expandir en aquest període de manera substancial.
El 1951 es va signar el tractat de defensa ANZUS entre Austràlia, Nova Zelanda i els Estats Units. Austràlia es comprometia a enviar tropes a la Guerra de Corea i a Malàisia. Melbourne va ser seu dels Jocs Olímpics d'estiu de 1956. La població va arribar als 10 milions el 1959. En la dècada de 1970 el govern va abolir la política de l'Austràlia Blanca, i es va permetre l'entrada d'immigrants de totes les regions del món, principalment asiàtics i llatinoamericans.
Els últims enllaços constitucionals entre Austràlia i el Regne Unit es van trencar amb l'Acta d'Austràlia, el 1986 amb el qual acabava el dret a l'apel·lació judicial al Consell Privat del Regne Unit. Austràlia encara és una monarquia constitucional en què el rei Carles III d'Anglaterra és alhora el rei d'Austràlia. El referèndum de 1999 per establir una república va ser rebutjat.